# Huladalen
Huladalen (hebreiska: ‘Emeq H̱ula, עמק חולה, Emek H̱ula, עמק החולה) är en dal i Israel.   Den ligger i distriktet Norra distriktet, i den norra delen av landet.